# Nikolaj Tichonov
Nikolaj Aleksandrovitj Tichonov (ryska: Никола́й Алекса́ндрович Ти́хонов), född 14 maj 1905 i Charkiv (i nuvarande Ukraina), död 1 juni 1997 i Moskva, var en sovjetisk politiker och ingenjör.

## Biografi
Tichonov stod Leonid Brezjnev nära och strax efter dennes maktövertagande utnämndes Tichonov till vice ordförande i ministerrådet (regeringen) 1965 och året därpå till medlem i centralkommittén. Från 1976 var han förste vice ordförande i ministerrådet och från 1979 medlem i politbyrån. Tichonov efterträdde 1980 Aleksej Kosygin som Sovjetunionens regeringschef och kvarstod i denna tjänst under Brezjnevs, Jurij Andropovs och Konstantin Tjernenkos ledning. I samband med den senares död 1985 stödde han valet av Michail Gorbatjov till ny generalsekreterare för Sovjetunionens kommunistiska parti och därmed landets reella ledare. När Gorbatjov ville förnya landets ledning 1985 tvingades Tichonov att avgå från posten som regeringschef och han fick strax därefter även lämna politbyrån. Efter att ha avskedats från centralkommittén 1989 uttryckte Tichonov stort missnöje och ångrade sitt tidigare stöd för Gorbatjov.